# Oristano megye
Oristano megye (olaszul provincia di Oristano, ludorgóiul provìntzia de Aristanis, campidanóiul provìncia de Aristanis) Olaszország Szardínia régiójának egyik megyéje. Székhelye Oristano.

## Földrajz
Szardínia sziget nyugati részén fekszik. Északról Sassari, keletről Nuoro, délről Dél-Szardínia megyékkel határos, nyugati szélét a Földközi-tenger partvidéke alkotja.
Legmagasabb pontja a Monte Urtigu (1052 m).

## Története
A középkorban nagyjából itt volt az Arboreai Királyság. 
A megyét 1974. augusztus 28-án hozták létre. 2005 májusától Oristano megye a 2001-es közigazgatási reform révén 10 települést kapott Nuoro megyétől összesen 15 000 lakossal és 410 km² területtel, ezek Bosa, Flussio, Genoni, Laconi, Magomadas, Modolo, Montresta, Sagama, Suni és Tinnura.
A 2016-os közigazgatás reform során átszabták a szigeten a megyéket, és Oristano megye Genoni települést átadta az új Dél-Szardínia megyének.

## Községek
A megyében 87 község (olaszul comune) található.
- Abbasanta
- Aidomaggiore
- Albagiara
- Ales
- Allai
- Arborea
- Ardauli
- Assolo
- Asuni
- Baradili
- Baratili San Pietro
- Baressa
- Bauladu
- Bidonì
- Bonarcado
- Boroneddu
- Bosa
- Busachi
- Cabras
- Cuglieri
- Curcuris
- Flussio
- Fordongianus
- Genoni
- Ghilarza
- Gonnoscodina
- Gonnosnò
- Gonnostramatza
- Laconi
- Magomadas
- Marrubiu
- Masullas
- Milis
- Modolo
- Mogorella
- Mogoro
- Montresta
- Morgongiori
- Narbolia
- Neoneli
- Norbello
- Nughedu Santa Vittoria
- Nurachi
- Nureci
- Ollastra
- Oristano
- Palmas Arborea
- Pau
- Paulilatino
- Pompu
- Riola Sardo
- Ruinas
- Sagama
- Samugheo
- San Nicolò d'Arcidano
- San Vero Milis
- Santa Giusta
- Santu Lussurgiu
- Scano di Montiferro
- Sedilo
- Seneghe
- Senis
- Sennariolo
- Siamaggiore
- Siamanna
- Siapiccia
- Simala
- Simaxis
- Sini
- Siris
- Soddì
- Solarussa
- Sorradile
- Suni
- Tadasuni
- Terralba
- Tinnura
- Tramatza
- Tresnuraghes
- Ula Tirso
- Uras
- Usellus
- Villa Sant’Antonio
- Villa Verde
- Villanova Truschedu
- Villaurbana
- Zeddiani
- Zerfaliu

## Legnagyobb városok

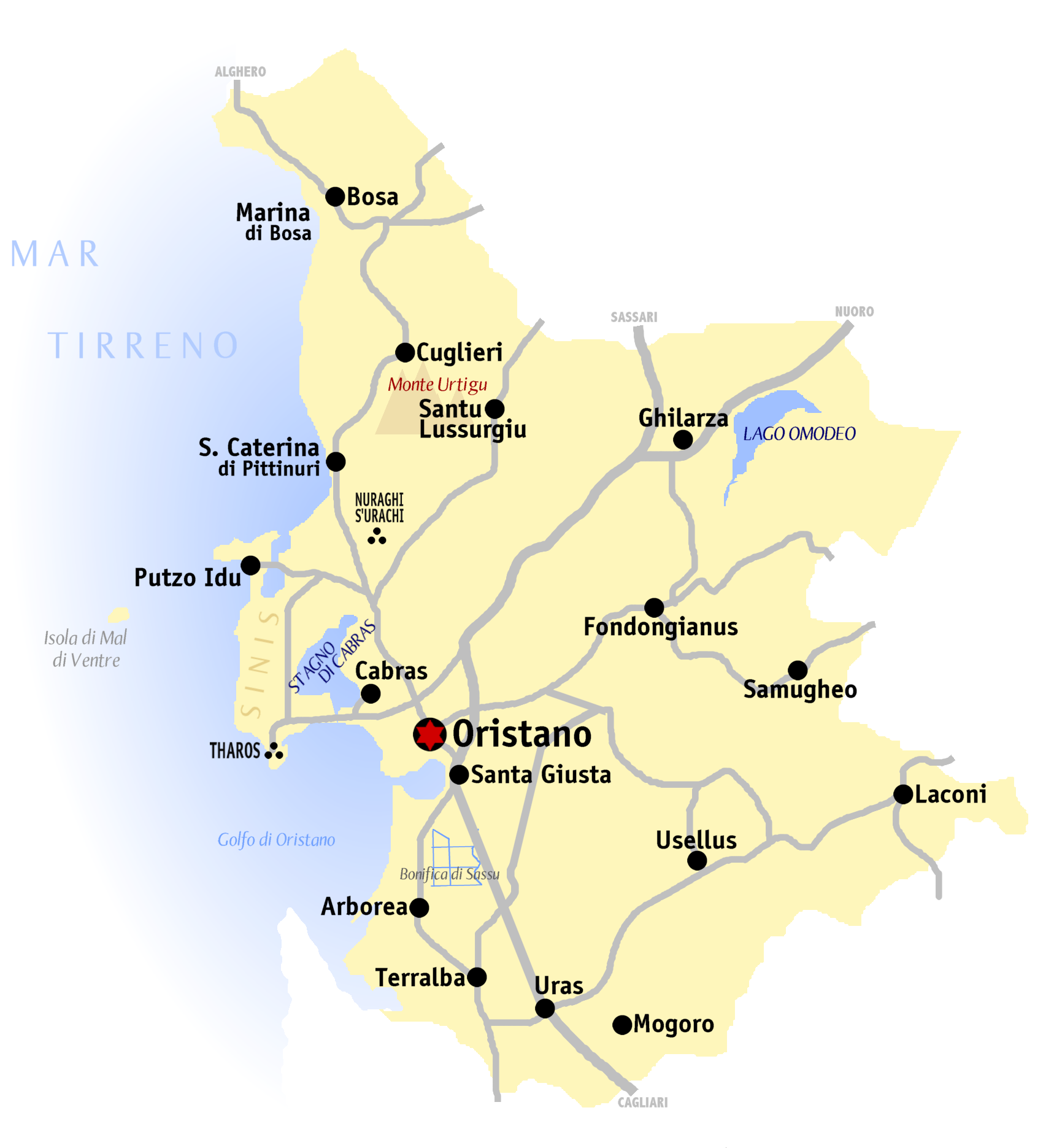
Oristano megye térképe

|     | Név          | Népesség (fő, 2024) | Terület (km²) | T.sz.f. magasság (m) |
| --- | ------------ | ------------------- | ------------- | -------------------- |
| 1.  | Oristano     | 30 045              | 84,57         | 5                    |
| 2.  | Terralba     | 9 661               | 49,80         | 9                    |
| 3.  | Cabras       | 8 814               | 102,26        | 6                    |
| 4.  | Bosa         | 7 351               | 128,02        | 2                    |
| 5.  | Santa Giusta | 4 597               | 69,22         | 10                   |
| 6.  | Marrubiu     | 4 507               | 61,24         | 7                    |
| 7.  | Ghilarza     | 4 074               | 55,46         | 290                  |
| 8.  | Mogoro       | 3 834               | 48,99         | 136                  |
| 9.  | Arborea      | 3 715               | 94,96         | 7                    |
| 10. | Samugheo     | 2 679               | 81,28         | 370                  |